# Carrer Vistalegre (Campdevànol)
El Carrer Vistalegre és una via pública del municipi de Campdevànol (Ripollès). Almenys dos dels seus edificis formen part de l'Inventari del Patrimoni Arquitectònic de Catalunya.

## Número 16
Casa de reduïdes mides. Tot i que ha estat maltractada pel pas dels anys és molt notable per la seva tipologia, que correspon més a un context urbà que rural. Són interessants alguns motius ornamentals, com l'escut situat sobre la llinda de la porta i el de la finestra principal situada sobre aquesta.

## Número, 13
Casa construïda adaptant-se al desnivell del terreny amb afegits posteriors i potents contraforts al cantó de migdia. És de construcció molt tancada i amb crugia girada. El teulat a dues aigües té el carener paral·lel a la façana de migdia.